# 清河镇 (通辽市)
清河镇，是中华人民共和国内蒙古自治区通辽市科尔沁区下辖的一个乡镇级行政单位。

## 行政区划
清河镇下辖以下地区：
西姜家窝堡村、永胜隆村、后曹家窝堡村、前曹家窝堡村、王家窝堡村、大席棚村、洪家窝堡村、大德泉村、周家围子村、三合堂村、积善屯村、东姜家窝堡村、前五道木村、后五道木村、邢家窝堡村、东喜嘎查、东地嘎查、仓粮嘎查、东升嘎查、新仓嘎查、哈拉胡硕嘎查、十方地嘎查、海舍力嘎查、新发嘎查、保安嘎查、西喜嘎查、公济号村、东伯村、西伯村和胜利村。